# Мварувари, Бенджани
Бе́нджамин Мварува́ри (англ. Benjamin Mwaruwari; 13 августа 1978, Солсбери) — зимбабвийский футболист, нападающий.

## Карьера

### Клубная
Бенджани Мварувари родился в семье выходцев из Малави. Он начинал карьеру в зимбабвийских клубах «Лулу Роверс» и команду Университета Зимбабве, игравших в Первом дивизионе, в 1998 году перешёл в «Эйр Зимбабве Джетс», представлявший местную Премьер-лигу, а в 1999 — в южноафриканский «Джомо Космос». В 2001 году Бенджани был назван лучшим футболистом ЮАР и отправился в швейцарский «Грассхопперс» на правах аренды. Забив один гол в 27 матчах за клуб из Цюриха, Мварувари перешёл во французский «Осер». Под руководством Ги Ру дела у африканского форварда пошли лучше, однако при Жаке Сантини, новом тренере «Осера», он перестал попадать в состав и, забив за 3 с половиной сезона 20 мячей, был продан в английский «Портсмут» за 4 100 000 фунтов в январе 2006 года. В «Портсмуте» Бенджани далеко не сразу начал отрабатывать вложенные в него деньги, забив первый гол лишь в 15-м матче за клуб. В следующем сезоне 2006/07 Мварувари забил лишь 6 голов за «Портсмут», хотя многие, несмотря на это, считали его связующим звеном в атаке «помпи». Зато в сезоне 2007/08 Бенджани начал забивать один гол за другим, и к октябрю вышел в лидеры бомбардирской гонки Премьер-лиги. К окончанию зимнего трансферного окна на счету африканца значилось 12 мячей, и за сумму 3 870 000 фунтов (которая могла бы вырасти до 7 600 000 фунтов, если бы футболист сыграл 75 матчей за новый клуб) он был куплен «Манчестер Сити». Мварувари тогда опоздал на самолёт и прибыл на тренировочную базу «горожан» в 11.10 утра, то есть за 50 минут до закрытия трансферного окна, и поставил сделку на грань срыва, поскольку времени на оформление всех документов уже не оставалось. «Портсмут» к тому времени уже приобрёл замену африканцу в лице Джермена Дефо и не горел желанием терять деньги из-за несостоявшегося трансфера Мварувари. В итоге вопрос удалось уладить, и Бенджани дебютировал в составе «Сити» 10 февраля 2008 года в манчестерском дерби, забив победный гол. Примечательно, что первый гол на домашней арене «Сити» влетел от ноги Бенджани в ворота «Портсмута», но африканец не стал праздновать гол в ворота своего бывшего клуба и зарёкся делать это впредь.
Летом 2010 Мварувари перешёл в «Блэкберн» бесплатно на правах свободного агента.

### В сборной
Бенджани Мварувари был капитаном сборной Зимбабве. Дебютировав в 1998 году, нападающий забил 29 мячей в 44 играх национальной команды.